# Окоп (Жирятинский район)
Окоп — посёлок в Жирятинском районе Брянской области, в составе Воробейнского сельского поселения. 
 Расположен в 3,5 км к северу от села Воробейня. Постоянное население с 2003 года отсутствует.

## История
Основан в 1920-х годах (первоначальное название — Окопский). В 1946—1954 гг. входил в Буднянский сельсовет, в 1965—2005 — в Кульневский сельсовет.
| Годы      | 1979 | 1989 | 2002 | 2010 |
| --------- | ---- | ---- | ---- | ---- |
| Население | 57   | 30   | 2    | 0    |